# Волостків
Воло́стків — село в Україні, у Яворівському районі Львівської області. Орган місцевого самоврядування - Судововишнянська міська рада.

## Географія
Село Волостків, оточене горбистими пасмами і численними ставами, розташоване неподалік Головного Європейського Вододілу — в горбистій пересіченій місцевості, типовій для перехідної зони між Розточчям та Передкарпаттям. Воно розляглося по обидва боки болоні (пасовиська, долини) з химерними меандрами річки Млинівки та її кількох приток.
На північному сході від Волосткова знаходиться Мищинський ліс (Мищино), через який традиційно пролягав прямий шлях до найвпливовішого для себе за всіх часів містечка Судова Вишня. На сході межує зі своїм колишнім адміністративним центром — Дмитровичами, а також із Кульматичами та Дидятичами. На південь попри Бручевицький ліс чи, простіше, Бручевицю (це слово, до речі, означає шлях чи гостинець) пролягає дорога на село Вовчищовичі, а трохи західніше — біля урочища Фільварок, де до середини 20 століття був однойменний хутір, а зараз є тільки такий же ж став, занедбані садок і криниці — можна вийти на Мистичі. Натомість щоби потрапити у Стоянці, ніяких лісів чи полів обходити — переходити не треба — це село починається всього-навсього «за березою».
На північно-західному кінці Волосткова, на березі хребта з горбів, що рівненько заступають усю північ і ніби захищають село від гіперборею, знаходяться так звані Горєни. Як пройти їх, а потім ще кілька підйомів-спусків, можна потрапити до сусіднього села Королин, і далі на Заріччя.
В селі відомі такі урочища як Гарнаків, Вутковиця зі сторони Вовчищович, Тимцівка, коло цвинтару, Двір (колишній фільварок-досі зберігся фундамент). Гора «Слава Бог», Горяни (зі сторони Королина).
Саган І. Т. Топоніміка  Мостищини (науково –популярна розповідь).- Самбір, 2005.- С. 40.

## Етимологія
Назву села іноді пов'язують з іменем давнього слов'янського Бога пасовищ і худоби Велеса (Волоса). Проте, правдоподібніше, вона походить від слова «волостка» — зменшувальної форми давньоруського слова «волость», яка вживалася, наприклад, у джерелах литовських часів на означення менших за територією волостей, порівняно з більшими сусідніми, або щодо територій особливих, таких, що перебували в безпосередній власності маґната, князя або й самого Великого Князя, чи то ще Київського, чи вже Литовського. Ваги другій версії надає ще й той факт, що на околиці Волосткова у напрямку Дидятич на горі Вушковиця якраз був за часів Першої Речі Посполитої панський палац чи маєток, ущент знищений селянами як Волосткова, так і інших довколишніх сіл, під час Хмельниччини.
Також, одним з варіантів є теза, що село було у власності когось, хто мав ім'я «Włostek». Так, наприклад у роботі Галини Байрак читаємо: «…селища часто називали за іменами княжих служителів, які ними володіли. Так виникли перші села Мостищини — такі як Годині, Мишлятичі (від Мисляти), Биків, Волостків, Макунів, Плешевичі, Раденичі, Мистичі, Циків (від прізвища Чик (Цик)), Дидятичі, Крисовичі (Крисів — боярського роду), Кульматовичі». Прихильником такої версії був Тадей Дмитрасевич. В його праці читаємо: «Волостків — утворене від імені Волостко».
Ще одним з варіантів походження назви села є теза, що в цьому селі мешкали «волохи» (етнічна група змішаного румунського походження, яка проживала невеликими групами на території сучасної Львівської області), однак наукового обґрунтування вона не має.

## Історія

### Перші згадки
Село Волостків вперше згадується в 1462 році під назвою «Włosthków», у  1474 році під назвою «Wlostkuv». В цьому документі читаємо: «(король Казимир) Тобі шляхтичу Том…скі державцю доручаємо, щоб ти управляв в межах сусідських земель при володіннях спадкоємців Івана та Андрія, наслідників с. Стоянців …тому, що доки тримав від них села Волостків та Дмитровичі в Перемиському повіті, вартістю сто п'ятдесят марок в (в грошах 150 марок)… і коли отримав від них дозвіл на поселення в землях, які були в володінні… і звільнив середній лан у Волосткові, де сидів Пашко, таким чином знищив добре поле, а отже і чотирнадцять марок, і настільки ж завдав їм збитків». Отже, виходячи з тексту даного документа, можемо судити, що у 1474 році власниками села були Іван та Андрій з села Стоянці.
В пізніших документах зустрічаємо село під такими назвами:… «Wlostkow» — 1515 r … «Wołostkow» — 1589 r … «Wołostków» — в XIX/XX столітті.

### Хмельниччина
Визвольна війна українського народу під проводом Богдана Хмельницького сколихнула селян і міщан західноукраїнських земель. Це викликало тривогу у місцевої шляхти. На засіданні сеймику у Судовій Вишні 14 вересня 1648 року (незадовго до приходу козацьких військ під Львів) відзначалося, що пожежа козацької війни наближується з дня на день і що слід очікувати селянських виступів. Так воно і сталося. 1648 р. армія Богдана Хмелицького після кількох перемог стала під мурами Львова, у жовтні 1648 року, на землях Галичини почалося повстання селян проти панів. Горіли панські двори. В околиці Вишні першим повстало село Стоянці. Його селяни, разом з селянами Волосткова напали на панський двір у Волосткові, що був власністю дітей померлого Яна Коритка. Сам двір спалили, а власників прогнали. До повсталих прилучилися селяни з Вовчищович та Дидятич, які разом з селяними Дмитрович напали на панський двір у Дмитровичах, який на той час був добре укріплений. Сам двір спалили, а пан врятувався втечею. Після того об'єднані селянські повстанці пішли походом на добре укріплену Вишню. Міщани-русини відкрили повстанцям брами міста і Вишня була зайнята.
Довідавшись про події в Вишні і її околицях, гетьман Богдан Хмельницький присилає до міста загін козаків на чолі з полковником Копистинським. Той, долучає селян повстанців під свою команду та озброює їх. Міщани Вишні та селяни околиці братимуть участь у дальших походах і боях Богдана Хмельницького.
У 1648 році союзниками Хмельницького були татари.

#### Легенда про Вушковицю
Доцільно тут згадати легенду про гору Вушковицю. Давним-давно там нібито було збудовано церкву. Як переповідає легенда, одного разу священник відправляв Службу Божу. Відправляв як на Великдень. Минуло скількись часу вже мала б ніч відступити, але ранок чомусь не наставав — не розвиднювалося. Тоді священник глянув у календар і дуже здивувався: виявилося, що не Великдень, а Благовіщення настало. І він почав правити, як на Благовіщення. Та в цю пору церква раптом запалася.
Легенда стверджує, що той, хто прийде на Великдень на те місце і припаде вухом (звідси очевидно і назва гори — Ушковиця, Вушковиця) до землі, той почує церковну відправу. А ще легенда застерігає: хто наважиться туди піти і буде прислухатися звуків з-під землі, то може в село не повернутися.
Припускають, що та гора рукотворна, насипана людьми.
На тій горі ростуть квіти, у тім числі рідкісні. Кажуть, що саме тут відбулася битва з татарами (напевне йдеться про 1695 рік, коли відбулася- оборона церкви Спаса, сусіднього міста Судова Вишня від турецько-татарських військ. Це був останній напад кочівників на наші терени — автор).
Згодом почалися розправи шляхти над селянами на теренах перемишлянської землі, у тому числі над селянами Мостищини та Вишнянщини. Ще у вересні 1649 року в Перемишлі створені суди за насильства, тобто для покарання селянських повстанців. У половині XVII віку власником Волосткова був Зиґмунд Фредро.
Зиґмунд Фредро позиває (18 лютого 1651 р.) селян Вовчищович, Дмитрович, Дидятич, Стоянець і міщан Вишні за напад на двір у Волосткові

### У Габсбурзькій монархії
У 1832—1833 роках Волостковом володіє граф Теофіл Ярунтовський, а в 1838—1854 роках Русіна, Кароліна і Сабіна Манугевич
15 травня 1848 р. селяни Королівства Ґаліції та Володимирії були звільнені від панщини. Ще 16 квітня того року цісар Фердинанд І підписав відповідний патент, а 22-го було проголошено патент «про знесення всякої роботизни й інших підданчих повинностей в Галичині». Скасовано кріпацтво і у Волосткові. Як згадка про той день є гора розташована між Волостковом і Дмитровичами, яка має дивну назву — «Слава Богу». З покоління в покоління передається свідчення, що після оголошення про скасування панщини, селяни викопали там велику яму, кинули в неї серпи, ціпи та інший реманент і радісно виголосили: « Слава Богу!». Відтоді й гору так називають — Слава Богу.
Відмо, що у 1859—1870 роках в селі проживало 1063 жителі, а селом керував великий землевласник Ксаверій Францішек Петрович. Він ж утримував однокласну школу і виплачував вчителеві по 100 злотих на рік. Сільська рада на утримання школи давала 40 злотих в рік, а на менші видатки — 30 злотих.
Після Ксаверія Петровича до влади у Волосткові, у січні 1873 року приходить Микола Щур, а заступником стає Вінсент Цірог. Дорадчими в цьому ж році були Войцех Свінтальський та парох греко-католицької церкви Дем'ян Чайковський. На сьогоднішній день (станом на 2019 рік — автор), на сільському кладовищі збережена могила отця Дем'яна Чайковського, де він похований разом з сином Теофілом, який був вчителем в Волосткові, та помер у досить молодому віці (24 роки).
Відомо що 1894 року головою села був Михайло Яремчук, а до сільської ради входили: Петро Дмитрів, Василь Клок, Войцех Свінтальський, Ілько Мартинець, Вінсент і Ян Ціроги.
В Шематизмі Королівства Галичини та Володимирії з Великим князівством Краківським під 1895 роком вказано, що власником великого двору та членом сільської ради є Юлій Уленецький.
В « Газеті Львівській» («Gazecie Lwowskiej») у 1898 році згадується, що власником Волосткова є Олексій і Анна Вишневські. Відомо, що Олексій Вишневський керував селом і у 1902 році.

#### Історія парафіяльної церкви
З історії села знаємо, що у 1507 р. в селі вже існувала парафіяльна церква. Попередня, дерев'яна будівля, згадана в інвентарі 1824 р. як стара, згоріла у 1902 р. У 1906 р. на її місці завершилося спорудження мурованої, хрещатої в плані одноверхої споруди, увінчаної на восьмибічному барабані середхрестя грушастою банею. Посв'ятили храм в неділю після свята Чесного Хреста. У 1946 році церкву закрили і віряни змушені були ходити до церкви в село Дидятичі, де відправляв о. Михайло Побурчак та о. Юрій Головкоо. Після них правив о. Микола Малетич, а згодом і о. Іван Малетич. За свідченнями жителів о. Іван Малетич швидко пішов з життя і на його місце прибув о. Іван Дмитрів.
Згодом, у 1990 році церкву села Волостків було знову відчинено для парафіян. В селі утворилося дві конфесії — Українська Автокефальна Православна церква та Греко-Католицька, які мирно співіснують до сьогоднішнього дня.

### У міжвоєнній Польщі
В 1928 році, на підставі знайдених документів відомо, що в селі діяло Товариство землеробів, або ж «Kółko Rolnicze» Малопольського Товариства Землеробського.
Станом на 25 травня 1929 року його склад був таким: голова — Блажей Сич, заступник голови — Микола Шмігель, секретар Михайло Свінтальський, члени: Михайло Гурняк, Казимир Канак, В. Шмігель, Ян, Михайло та Станіслав Гривняки, Антон Федечко, Антон Скибінський, Микола Шмігель, Петро Токар і інші. 16.01.1935 року склад очільної комісії було переобрано і його очолив Михайло Свінтальський, заступником став Петро Токар, секретарем — Михайло Хробак, члени: Степан Гривняк, Йосип Малавський, Густав Рупп, Войцех Цірог.
На фото:1. Перша сторінка Типового статуту «Kółek Rolniczych». Рік 1928. 2. Печатка «Kółka Rolniczego». Рік  1930.
29 червня 1930 року, у Волосткові відбулося відкриття відділу «Добровільної Пожежної Команди» («Ochotniczej Straży Pożarnej») і засновниками були: Густав Рупп, Михайло Свінтальський, Войцех Гривняк, Шмігель Вавринець, Войцех Цірог.
У  1935 році  правління Команди було у  такому складі: голова — Густав Рупп, керівник — Адам Янсон (спеціальність — коваль), заступник керівника — Ян Вовк (вчитель), секретар — Антон Гірняк, скарбник — Микола Шмігель, господар — Ян Гірняк. Членами Добровільної Пожежної Команди були: Микола Хробак, Ян Гірняк, Стефан Гривняк, Войцех Гривняк, Антон  Малавський, Юзеф Спекуляк, Антон Свінтальський.  Приміщення  Команди було у Польському Народному Домі в Волосткові.
Згодом, 26 квітня 1932 року, в Мостиськах був зареєстрований відділ «Товариства Стрілецького Зв'язку» в Волосткові, а головою став Фредерік Рупп. У виданні «Селянин» за 1937 року про село є така згадка: «…власником села є Густав Рупп. Волостків лежить в Мостиському повіті. Загальний простір власності  складає 83 га. У руках власника від 1912 року змішане населення поляків і українців. Невелика садиба і господарські  будівлі, муровані під черепицею в достатній кількості. Під час світової війни власник зазнав великих втрат. Забрано інвентарі, знищено 9 будівель. Під час самої війни згоріли дві господарські будівлі. Вирощується рослинно-зернова продукція. Вирощування коней. 
Волостків отримує по 800 злотих щороку. Власник є головою Народного Дому, Малопольського товариства Землеробського, Добровільної пожежної команди, депутатом  громади, головою сільської ради і Повітової Ради, Членом Зв'язку  Землян. За його ініціативою виник Народний Дім».
В 1868 році у Львові виникло Товариство «Просвіта», як противага антиукраїнським течіям у культурному житті: колонізаторській, підтримуваній цісарською владою — з одного боку, і москвофільській, — з другого. У Волосткові українці мали свій дім «Просвіти», який було відкрито 1913 року, однак через Першу світову війну діяльність була призупинена, а відновлена лише в 1922—1924 роках.
Сільські читальні «Просвіти» не діяли абияк, а мали чітко окреслені завдання. Про їх виконання вони звітували перед філією, до якої належали. Відтак звіти надходили до матірної організації. Такі звідомлення робились у формі стандартної анкети, куди вносили відомості про кількість членів, провід, дохід і видатки, бібліотеку, різні культурні заходи, плани тощо. Окрім цього, читальні проходили ще й люстрації. Звідти відомо (у звідомленні за 1935—1936 рр.), що кількість читачів у Волосткові: 69; 75 (1937), кількість книг: 119 книжок (1936); 169 (на початку 1937 року); 172 (в кінці року).
В 1937 році правління української читальні «Просвіти» Волосткова  було  в наступному складі: керівник — Степан Савка,  34 роки, секретар — Михайло Гаргай, 38 років.  Членами були: Андрій Букартик, Михайло Букартик, Павло Букартик, Василь Бущак, Петро Цірог, Антон Дмитрів, Іван Головацький, Андрій Садловський, Антон Савка, Степан Трусь, Теодор Ващишин.
У 1937 р. читальня передплачували «Наш прапор» і «Комар»; отримували безоплатно «Голос»  і «Самоосвітник».

### Друга світова війна
Під час Другої світової війни культурне життя не зупинялося, діяла Українська Народна Школа.

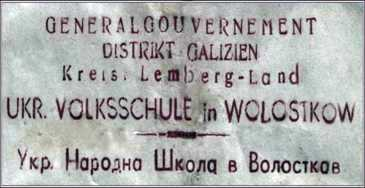
1943 р. Штамп школи у Волосткові

У лютому 1943 року через Волостків проходив відділ радянських  партизанів  під командуванням Михайла Івановича Наумова (M. Наумов (1908/74) командир рейдового партизанського з'єднання, генерал-майор, ішов зі своїм відділом з Волині в Карпати, через Мостиська, Хоросницю і далі через Стоянці  і Волостків).
В одному з  будинків Волосткова  був убитий керівник та поліцейські, які приїхали з поста, що знаходився в Дидятичах. Убиті поліцейські  були похоронені біля церкви в Судовій Вишні, а потім, мабуть, останки були перенесені.
Перед приходом Червоної Армії на Мостиську землю на вулицях і будинках в Мостиськах, Судовій Вишні та деяких селах майоріли біло-червоні прапори, а люди з біло-червоними пов'язками поводились рішуче. Їх жертвами ставали навіть духовні особи. 28 липня 1944 р, польська лоївка з с. Закостілля замордували трьох священників: о. Миколу Мацюка з парохії с. Волостків, о. Володимира Ридоша з парохії с. Вовчищовичі і богослова Петра Саноцького, доктора теології, філології та церковного права, який походив з Сокальщини. Всіх трьох затримали бандити на дорозі, недалеко с. Стоянці і завернули їх до Твіржі, де у закиненій лікарняній пральні катували. Бандою керував поляк Фусик з Твіржі. Через деякий час священників пов'язаних колючим дротом покидали на віз і повезли до Закостілля, де їх закатували на смерть. Лише влітку 1994 р., завдяки пошукам та розкопкам вчителя Мирослава Клюфаса, кістки священників-мучеників віднайдено на пасовищі в Закостіллі. Їх перепоховно до рідних місцевостей.
Домовину з останками о. М. Мацюка сестра Анастазія перевезла й похоронила в селі Зубкові коло Сокаля, а домовину з останками о. В. Ридоша його сестра Степанія перевезла до Добромиля й там похоронила.
Похоронну відправу відслужено в церкві у Волосткові, але хоронено тільки двох священиків. У похованні брали участь сестри о. М. Мацюка Анастазія та о. В. Ридоша Степанія. Що сталося з останками д-ра П. Саноцького, з'ясувалося трохи пізніше. Знайдено кістки третьої особи бандитського нападу, але тільки з нижньою частиною черепа. Тоді якась жінка пригадала собі, як один хлопець, поляк, розповідав, що на місці захоронення священиків він вирив золотий зуб. Можливо, з верхньої частини черепа третьої жертви, яку десь викинув.
Д-р П. Саноцький був сиротою й жив самотньо. Його добре знали й шанували односельці з Тартакова. Був прекрасною людиною, справжнім українським патріотом. Там, у Тартакові, селяни вже пізніше перепоховали його останки. Поминальну Літургію служили в місцевій церкві три священики в присутності депутата Верховної Ради України Ярослава Кендзьора.
На терені Галичини вже в 1942 р. розрослись бойові групи ОУН в Українську Народну Самооборону, УНС. Назва стала популярною і хоч, з моменту створення УПА, УНС влилась в її рамки, та вживання назви УНС залишилась аж до кінця 1943 р. Відомі імена членів ОУН з с. Волостків, це Баб'як Михайло, Бутрак Володимир, який діяв під псевдонімом «Антивуша» і «Чубрак», Гірняк Володимир, Демський Михайло, Олянин Антон, Фединський Іван, Стефура Михайло, Канак Володимир, Клек Іван.

### У Радянському Союзі
З 17 вересня 1939 р. для населення західних областей, які до цього часу перебували у складі Польщі, наступила нова доба — встановлення в містах і селах радянської влади і поширення її економічної політики на регіон. Почався процес змін фундаментальних основ економічної політики — перехід від приватної власності на засоби виробництва, зокрема і на землю, до суспільної (соціалістичної), утверджувалися нові органи влади. Надважливу роль у системі змін було відведено аграрній реформі. Не винятком стало і село Волостків де 1945 року було утворено колгосп, першим головою якого став Клюфас Іван.
У 1940 році на території села була побудована лікарня. Відомо, що 1945 року в село прибув лікар Головащенко Іван Митрофанович з сім'єю. Ще до кінця ХХ століття в цій лікарні лікували хворих на туберкульоз.
Починаючи з 1945 р., відразу після закінчення війни, до Волосткова польські та радянські органи влади примусово переселяли українські родини з Закерзоння, зокрема зі Стібенця, але також і з Лемківщини.
10 лютого 1946 р. в селі проводилися перші повоєнні вибори до Верховної Ради СРСР. Під час виборів були численні порушення з боку влади, дільничого міліціонера Щасливого та червоноармійців, а саме: примус до голосування, погрози і катування. 18 лютого 1946 р. небайдужими селянами було складено «Протокол у справі більшовицького терору», адресований за всією видимістю до Служби Безпеки ОУН (б)
В 1953 році було побудовано нове приміщення школи.
26 квітня 1986 року — саме в цей день сталася найбільша трагедія не тільки України, а й усього людства — вибух на Чорнобильській АЕС. Кількість людей, що брали участь в гасінні пожежі на ЧАЕС, становила 240 тис. Серед них були і Волостківчани — Гутман Іван Миколайович, Мартинець Володимир Степанович та Тхір Володимир Дмитрович. Усі вони отримали високі дози радіації.

### У незалежній Україні
У 1991 році в селі було побудовано ряд капличок, на подвір'ях родин Плахтини М, Грицеляк І.,Чериби Р., коло Будинку Культури.
Село газифіковане 9 квітня 2009 року. Першою в селі запалила газ сім'я Чериби Романа. На урочистості до Волосткова прибуло багато гостей з району. Освячення ГРП проводили о. Іван та о. Олег з Волосткова, а також о. Степан з с. Стоянці. Неабияку заслугу у газифікації села має чинний сільський голова Іван Будзин.
Газовий комітет села очолював Грицеляк Іван Петрович, а членами були: Бущак Віра Михайлівна та Лещишин Володимир.
Судововишнянська ОТГ офіційно була створена у вересні 2016 року відповідно до Закону України «Про добровільне об'єднання територіальних громад» до якої ввійшло і с. Волостків (468 чол). Старостою став Будзин І. М.
 Мартин Б. Мостиська і Мостищина.- Мостиська, 2009.- С.199.
Козак М. Список священиків, які були вбиті, закатовані або померли з голоду в сибірських таборах [Режим доступу]:  
http://www.vox-populi.com.ua/rubriki/istoria/represiie-proti …"– Дата звернення:20.02.2019.
Зілінський В. В борні за Україну (Мостищина).-Дрогобич, Відродження.-2006.-С.134.
 Przewodnik statystyczno — topograficzny — Skorowidz miejscowości … 1872 r.- Dok. 11.07.1894 r.
```
Przewodnik statystyczno
 
— topograficzny
 
— Skorowidz miejscowości … 1872 r.-  Dok.21.07.1887 r.
```

Szematyzm Królestwa Galicyi i Lodomeryi z Wielkiem Księstwem Krakowskiem.-1895 r.
```
Gazeta Lwowska.- 18.11. 1898 r.- №
 
237
```

```
Центральний державний історичний архів України у Львові.- Ф. 146. Галицьке намісництво.- О. 20.- справа №
 
1296.
```

```
«Діло».
 
— Львів, 1902.- №
 
122.
```

 Skorowidz wszystkich miejscowości położonych w Królestwie Galicyi i Lodomeryi wraz z Wielkiem Księstwem Krakowskiem rok 1855
```
Саган І.
 
Т.
 
Краєзавчі оповіді.
 
— Мостиська,1995.- С.39-40
```

Przewodnik statystyczno topograficzny i skorowidz obejmujący wszystkie miejscowości z przysiółkami w Królestwie Galicyi W.X. Krakowskiem i X. Bukowinie, według najświeższych skazówek urzędowych.- 1872. -Dok.05.02.1874 r
```
Przewodnik statystyczno
 
— topograficzny
 
— Skorowidz miejscowości … 1872 r.
 
— Dok. 26.11.1872 r.
```

```
Przewodnik statystyczno
 
— topograficzny
 
— Skorowidz miejscowości … 1872 r. -Dok. 14.01.1873 r.
```

 Судова Вишня. «Історії міст і сіл Української РСР» [Режим доступу]: http://mistaua.com. — Дата звернення:20.02.2019.
```
Дмитрасевич Т. Благословляю вишенські стежини…Том.1.-Судова Вишня-Львів, 2016.-С.123.
```

```
Мартин Б. Мостиська і Мостищина.- Мостиська, 2009.- С.52.
```

```
Саган І.
 
Т.
 
Краєзавчі оповіді.
 
— Мостиська,1995.- С.39-40
```

```
Жерела до історії України-Руси / Видано під редакцією Михайла Грушевського.
 
— Т. 5.
 
— Львів, 1898.
 
— С.149.
```

## Легенди
" Служила в Вишні дівчина з Волосткова…Ах як вона любила гроші, бо вдома не бачила більших понад п'ятку, одержану з продажі корови, ховану тремтячою рукою батька на дно старої скрині… Зависним оком поглядала на господарських дівчат, які повбиралися і ішли до церкви чи на музики. Вона до церкви не іде бо не має вчім; на музики її не пустять, бо вважає себе істотою другої категорії.
Зійшли сніги, на Йосифа прилетіли бузьки, на Благовіщення ластівки, і ось настав страсний тиждень. Повно роботи-з господинею пекли по ночах, бо мають прийти гості, вдень робили порядки — білили, шурували лави, столи; прали і качали білизну.
Настав Великдень…По Великоднім сняданю її відпустили додому.
Як на крилах полетіла вона під Комарову гору, а там коротшою дорогою через Замчисько, попід Великий ліс — і Волостків уже видно здалека. Вона мчить дорогою по загуменках і звертає на доріжку, що веде на Замчисько. Аж засапалася! Станула на хвилю, сперлася плечима об стрімкий травистий беріг і побачила в березі — трава розступилася, а в землі показалися двері! Важкі, дубові, з залізними завісами! Чи вона спить, чи направду бачить? Неспокій і жіноча цікавість заволодівають нею, вона хапає за клямку; двері відчинилися, за дверима сходи, і і вже вона сходить по них до якоїсь пивниці. А в пивниці — Боже милий!…Повно грошей! Срібні римські і корони, золоті дукати, перстені, ланцюжки, брошки, бранзолетки! Вона без пам'яті кинулася на гроші і почала горнути обома долонями в кишені, хол яви, пазуху, всюди, всюди!…Скинула хустину і набрала повно, скинула кабат і набрала в нього, скинула чоботи і набрала в них повно…і пустилася до дверей.
Та ба двері зачинені. Плачучи товкла ліктями, колінами, головою, кричала — ніщо не допомагало. Врешті в розпачі впала на землю і більше нічого не пам'ятала.
Великодні свята минули, а дівчина з Волосткова не поверталася до свого господаря до Вишні. Врешті господар в середу переказав через знайомих селян додому, чому вона не повертається. Та ось тоді прийшли до господаря родичі дівчини з Волосткова і здивуваися, коли довідалися, що вона пішла додому на свята. Шукали за дівчиною, питали людей…вдома плакали як за померлою та минув рік.
Знову настав Великдень. Дівчина збудилася. Де я ? трава, айворонки співають над полями, сонце тепло світить, з гори Спаса долітає биття великого дзвона. Як же я довго спала! Ага, я йду на свята до Волосткова!.схопилася, пішла спішно, минула Крільову долину, вийшла на протилежну гору. Видно відси Волостків, церкву, дзвонять дзвони в Волосткові, сонце стоїть на полудні, озимина зеленіє. Дорогою попід діс, що стояв у світлі сонця…городами дійшла до хати.
Вдома всі остовпіли. Мати збила руками і кинулася до неї: « Йой де ти була?» Здивовано подивилася і відповіла: «Де я була в Вишні, поснідала в господаря і пішла до Волосткова».- « та ми шукали тебе цілий рік — де ж ти була? — „ Та що хочете, була в Вишні, у господаря, нігде не ходила — вийшла рано і ….“, — тут нагадалася, що здрімала в дорозі, і що їй приснилося.
Так зявилася легенда про дівчину з Волосткова, що весь рік проспала в Замковій горі: як зайшла в гору на Великдень, то аж на другий Великдень звідти вийшла»
Дмитрасевич Т. Благословляю вишенські стежини…Том.1.-Судова Вишня-Львів, 2016.-С.288.

## Населення

### Мова
Розподіл населення за рідною мовою за даними перепису 2001 року:
| Мова       | Кількість | Відсоток |
| ---------- | --------- | -------- |
| українська | 611       | 99.84%   |
| російська  | 1         | 0.16%    |
| Усього     | 612       | 100%     |

## Відомі люди

### Народились
- Варнава (Волатковський) (1660 або 1672 р. — 8 жовтня 1730 р.) — український релігійний діяч доби Гетьманщини.
- Олег Клюфас (9 червня1980 р. — 13 червня 2023 р.) — філософ, поет-інноватор, перекладач, автор більш як 300 унікальних паліндромів. Учасник російсько-української війни.

## Визначні пам'ятки
- Церква Стрітення Господнього 1910 року.
- Придорожня фіґура Св. Яна Непомуки (рік встановлення невідомий).
- Гробниця — каплиця сім'ї Уланецьких (рік встановлення невідомий).